# Теремне (Луцьк)
Тер́емне — місцевість у Луцьку.
Розташоване на сході міста, трохи відірвано від основної частини. Межує з селом Липини.

## Історія
Теремне було окремим населеним пунктом, який згадується актових книгах XIV століття. На початку 20 століття від села Теремного до Луцька було 5 верств, там налічувалося 133 двори та 795 жителів. Крім того, на місці нинішнього села Струмівка розміщувалася колонія Теремнівська, в якій було 77 дворів та шість сотень жителів.
В 1940 році село стало районним центром, а у 1959 році приєднане до Луцька.